# Strakoši
Strákoši ali severni strmoglavi strakoši (znanstveno ime Hydrobatidae) so družina manjših morskih ptic iz reda cevonoscev (Procellariiformes). Vsebujejo samo en rod Hydrobates. To so najmanjše ptice od morskih ptic, sorodne viharnikom (Procellariidae). Hranijo se s planktonskimi rakci in majhnimi ribami, ki jih pobirajo s površine, po navadi med lebdenjem. Njihov let je prhutajoč in včasih podoben netopirjevemu.
Živijo na severni polobli, čeprav nekatere vrste v bližini ekvatorja segajo tudi na južno stran.

## Vrste
| Common name         | Scientific name          | Status          |
| ------------------- | ------------------------ | --------------- |
| evropski strakoš    | Hydrobates pelagicus     | danes živeč     |
| sivi strakoš        | Hydrobates furcatus      | danes živeč     |
|                     | Hydrobates hornbyi       | danes živeč     |
| japonski strakoš    | Hydrobates monorhis      | danes živeč     |
| Macudairov strakoš  | Hydrobates matsudairae   | danes živeč     |
| viharni strakoš     | Hydrobates leucorhous    | danes živeč     |
|                     | Hydrobates socorroensis  | danes živeč     |
|                     | Hydrobates cheimomnestes | danes živeč     |
| pepelnati strakoš   | Hydrobates homochroa     | danes živeč     |
| madeirski strakoš   | Hydrobates castro        | danes živeč     |
| Azorski strakoš     | Hydrobates monteiroi     | danes živeč     |
| Zelenortski strakoš | Hydrobates jabejabe      | danes živeč     |
|                     | Hydrobates tethys        | danes živeč     |
| črni strakoš        | Hydrobates melania       | danes živeč     |
| Guadalupški strakoš | Hydrobates macrodactylus | verjetno izumrl |
| Markhamov strakoš   | Hydrobates markhami      | danes živeč     |
| Tristramov strakoš  | Hydrobates tristrami     | danes živeč     |
| pritlikavi strakoš  | Hydrobates microsoma     | danes živeč     |

Leta 2010 je Mednarodni ornitološki kongres (IOC) na seznam uradno priznanih vrst (AS) dodal zelenortskega strakoša (O. jabejabe) na podlagi raziskave Bolton idr. 2007. Ta vrsta je bila ločena od madeirskega strakoša (O. castro). Leta 2016 je IOC na seznam priznanih vrst dodal še Townsendovo nevihtno strakošo (O. socorroensis) in Ainleyjevo nevihtno strakošo (O. cheimomnestes), na podlagi raziskave Howell 2012. Ti dve vrsti sta bili ločeni od viharnega strakoša (O. leucorhoa).